# Малеш, Мате
Мате Малеш (хорв. Mate Maleš; 11 марта 1989 года, Шибеник) — хорватский футболист, полузащитник.

## Клубная карьера
Мате Малеш начинал заниматься футболом в клубе «Шибеник» из его родного города. 4 августа 2006 года он дебютировал в хорватской Первой лиге, выйдя в основном составе в гостевом матче против загребского «Динамо». Этот эпизод остался единственным его появлением на поле за «Шибеник» в официальном матче. Летом 2007 года Малеш перешёл в сплитский «Хайдук», но дебютировать на высшем уровне за эту команду ему так и не удалось. В январе 2008 года Малеш подписал контракт с загребским «Динамо». Появившись на поле в составе ведущего хорватского клуба лишь дважды в официальных матчах, он в середине августа 2008 года на правах аренды перешёл в другой столичный клуб «Локомотива». В этом клубе Малеш наконец заиграл в основном составе. Большую часть сезона 2011/12 он провёл за «Загреб».
В начале июле 2013 года Мате Малеш подписал контракт с «Риекой». 17 октября 2015 года он впервые забил на высшем уровне, при этом сделал он это в ворота своего бывшего клуба «Локомотива», сравняв счёт в гостевом поединке.

## Карьера в сборной
5 марта 2014 года Мате Малеш дебютировал за сборную Хорватии, выйдя в основном составе в товарищеском матче со сборной Швейцарии.

## Достижения
«Локомотива»
- Финалист Кубка Хорватии: 2012/13

«Риека»
- Обладатель Кубка Хорватии: 2013/14
- Обладатель Суперкубка Хорватии: 2014

ЧФР Клуж
- Чемпион Румынии: 2018/19